# Royal Navy Surface Fleet
La Royal Navy Surface Fleet (RNSF) est l'une des cinq composantes de combat de la Royal Navy. Elle exploite les navires « de surface » de la Royal Navy.

## Historique
Pendant une grande partie de la période médiévale, des flottes ou des «navires du roi» étaient souvent établis ou rassemblés pour des campagnes ou des actions spécifiques, et ceux-ci se dispersaient par la suite. Il s'agissait généralement de navires marchands enrôlés dans le service. Contrairement à certains États européens, l'Angleterre n'a pas maintenu un petit noyau permanent de navires de guerre en temps de paix. L'organisation navale de l'Angleterre était aléatoire et la mobilisation des flottes lorsque la guerre a éclaté a été lente. Au XIe siècle, Aethelred II avait une flotte particulièrement importante construite par un prélèvement national. Pendant la période de domination danoise au XIe siècle, les autorités ont maintenu une flotte permanente par la taxation, et cela a continué pendant un certain temps sous Édouard le Confesseur, qui commandait fréquemment des flottes en personne.

## Actuel
Les navires de surface de la Royal Navy se composent actuellement de deux flottilles basées aux bases navales HMNB Portsmouth et HMNB Devonport, toutes deux situées sur la côte sud de l'Angleterre. Les combattants de surface vont des porte-avions auxiliaires aux navires de lutte contre les mines en passant par les navires de patrouille offshore, mais la plupart sont des escorteurs; destroyers (Type 45) et frégates (Type 23).
Les combattants de surface se déploient pour effectuer plusieurs déploiements permanents de la Royal Navy. Plus près de chez nous, la flotte de surface effectue également des patrouilles de protection des pêches autour des eaux britanniques, en accord avec le ministère de l'Environnement, et le Département de l'Environnement, de l'Alimentation et des Affaires rurales (DEFRA).
À un moment donné entre 2011 et 2018, le commandant des forces maritimes du Royaume-Uni et le contre-amiral des navires de surface s'est également vu confier le rôle de contre-amiral Surface Ships, le "chef tribal" des navires de surface au sein de la marine. L'UK Carrier Strike Group et le Commander Littoral Strike Group (en) sont les deux principales forces déployables, dirigées par des Commodores (rang 1 *) sous COMUKMARFOR.
Les navires de surface étaient administrés par le commandant United Kingdom Strike Force et le contre-amiral Surface Ships (COMUKSTRKFOR ou CSF). Le commandant des forces maritimes du Royaume-Uni est une nomination au commandement des combattants en mer.
L'un des commandants les plus récents des forces maritimes du Royaume-Uni était le contre-amiral Michael Utley.
En 2020-2021, les navires de surface ont été réduits au statut d'une flottille dirigée par un commodore, la flottille de surface, sous le commandement des opérations (Royal Navy).